# Amrita (romanzo)
Amrita è il settimo romanzo della scrittrice giapponese Banana Yoshimoto. Pubblicato in Giappone per la prima volta nel 1994, affronta i temi più cari all'autrice: amicizia, amore, morte, solitudine e mistero.

## Trama
La protagonista, la ventottenne Sakumi, narra la sua storia personale che si snoda tra l'apparente banalità della vita quotidiana di Tokyo e le facoltà paranormali che il fratellino undicenne Yoshio (figlio di un altro padre) possiede, facendo la conoscenza di misteriosi personaggi fino a un viaggio purificatore a Kōchi e a Saipan.

## Edizioni
- Banana Yoshimoto, Amrita, traduzione di Giorgio Amitrano, Feltrinelli, 1997,  pp. 303, cap. 22.